# Kitalpha
Kitalpha o Kitalphar (α Equulei / α Equ / 8 Equ) es la estrella más brillante de la constelación de Equuleus, con magnitud aparente +3,92. Su nombre es una contracción del árabe قطعة الفرس (Qit'at al Faras), que significa «parte de un caballo», ya que sólo la cabeza y los hombros del pequeño caballo están representados en el cielo. Se encuentra a 186 años luz de distancia del sistema solar. 
Kitalpha es una estrella binaria cercana cuya órbita ha sido calculada a partir de su espectro —por desplazamiento Doppler— y mediante observación directa mediante interferometría. Visualmente separadas por solo 0,01 segundos de arco, Kitalpha A y Kitalpha B se mueven a lo largo de una órbita casi circular con una separación real de 0,66 UA, siendo su período orbital de 99 días.
Kitalpha A es una gigante amarilla de tipo espectral G0III con una temperatura superficial de 5500 K y una luminosidad equivalente a 45 soles. Lo más probable es que en su interior exista un núcleo de helio contrayéndose, al igual que sucede en la componente menos luminosa de Capella (α Aurigae). Kitalpha B es una estrella blanca de la secuencia principal y tipo A5V, con una temperatura de 8500 K y una luminosidad 30 veces mayor que la del Sol.
Dado que Kitalpha A ha evolucionado antes —ya que es una estrella gigante—, ha de ser más masiva que Kitalpha B; consistentemente, a partir de los cálculos orbitales se conoce que la componente A tiene una masa de 2,1 masas solares mientras que la masa de la componente B es de 1,9 masas solares.
El sistema tiene una edad aproximada de 500 millones de años y, cuando se formó, consistía en dos estrellas blancas de tipo A, una ligeramente más brillante que la otra.